# Шикачик гальмагерійський
Шика́чик гальмагерійський (Edolisoma parvulum) — вид горобцеподібних птахів родини личинкоїдових (Campephagidae). Ендемік Індонезії.

## Поширення і екологія
Гальмагерійські шикачики є ендеміками острова Хальмахера, найбільшого в архіпелазі Молуккських островів. Вони живуть у вологих рівнинних тропічних лісах.